# Sección Amarilla
Sección Amarilla (Anuncios en Directorios, S.A. de C.V.)  es una empresa mexicana de publicidad con más de 140 años de historia, reconocida inicialmente por sus directorios impresos que conectaban negocios locales con consumidores a nivel nacional. Con la transformación digital, Sección Amarilla ha evolucionado hacia una plataforma integral de soluciones digitales, enfocada en el crecimiento de pequeñas y medianas empresas (pymes) en México.
Actualmente, ofrece un portafolio robusto de servicios digitales que ayudan a los negocios a tener mayor visibilidad, presencia profesional y resultados medibles, incluyendo:
- Sitios web profesionales
- Publicidad en buscadores (Google Ads)
- Campañas en redes sociales (Facebook Ads)
- Social Content: estrategia y creación de contenido para redes sociales.
- Optimización de presencia local y SEO
- Gestión de reseñas y reputación online

Además, Sección Amarilla es Google Partner, lo que respalda sus prácticas en publicidad digital con estándares de calidad reconocidos a nivel internacional.
Con este enfoque renovado, Sección Amarilla sigue cumpliendo su propósito original: conectar negocios con personas, ahora con herramientas digitales estratégicas y personalizadas para cada etapa de crecimiento.

## Historia
Anuncios en Directorios, S.A. de C.V. tiene su origen en 1882, a raíz de constitución de la Compañía Telefónica Mexicana, en sociedad con la Western Electric Telephone Company.
En noviembre de 1891 aparece la primera lista de suscriptores de dicha compañía (telefónica mexicana), y en 1897 se le agrega la primera sección clasificada de anunciantes. Dicho directorio –de casi 100 páginas–, fue el pionero de la búsqueda referenciada en México y, es el antecedente de la Sección Amarilla.
En 1946 se fusiona Compañía Telefónica y Telegráfica Mexicana con Ericsson, para crear Teléfonos de México, S.A. (TELMEX), que comienza operaciones el 1 de enero de 1948. 

### Crecimiento
Con la creación de Telmex, Sección Amarilla se convirtió en una organización subsidiaria de esta nueva organización y se constituyó como la empresa líder en directorios telefónicos encargada de su comercialización, edición, publicación y distribución, en todo el país.
En 1991, Grupo Carso adquirió a Telmex, brindando un rumbo modernizador a Sección Amarilla.
En 2008, Sección Amarilla formó parte de Grupo Telmex Internacional. 
Desde 2010, Sección Amarilla forma parte del Grupo América Móvil Internacional.